# Восставший из ада: Откровения
«Восставший из ада: Откровения» (англ. Hellraiser: Revelations, иногда упоминается как «Восставший из ада 9») — фильм ужасов, девятый фильм в серии. Премьера состоялась 18 марта 2011 года. Фильм готовился в сжатые сроки, поскольку у кинокомпании Dimension Films истекали права на франшизу.
Это девятый фильм из серии фильмов «Восставший из ада». В нём рассказывается о судьбах двух друзей, которые обнаруживают коробку-головоломку, открывающую врата в царство, населённое садомазохистскими монстрами, известными как сенобиты.
Из-за быстрого выполнения работ и поспешного производства звезда сериала Дуг Брэдли отказался от участия. Из-за этого, Откровения стал первой частью, в которой Дуг Брэдли не играет Пинхеда.
Девятый фильм был выпущен в одном кинотеатре для показа съёмочной группы, который якобы был открыт для публики, а затем выпущен на DVD в октябре 2011 года.
Фильм получил единодушно сильно негативные отзывы. На Rotten Tomatoes у фильма 4 рецензии критиков, все отрицательные.

## Сюжет
Стивен Крейвен и Нико Брэдли убегают из дома и отправляются в Мексику. Они снимают самих себя за несколько дней пьяной вечеринки. Мальчики позже исчезают. Мексиканские власти возвращают их вещи своим родителям, в том числе видеозапись, которая была сделанная Стивеном, которая документирует их последние моменты.
Через год семьи двух пропавших мальчиков собираются на ужин. Напряжённость возрастает, когда Эмма, сестра Стивена и подруга Нико выражают разочарование в связи с их отсутствием. Она требует, чтобы её мать раскрыла содержимое видеозаписи Стивена, которую она навязчиво смотрела наедине. Позже Эмма подкрадывается к записи, в которой Стивен и Нико подбирают девушку в баре. Воспоминание показывает, что Нико убил девушку, занимаясь сексом в туалете в баре, а затем угрожал вовлечь Стивена в убийство, чтобы заставить его продолжить «отпуск» вместе.
Окончательный флешбэк показывает, что Нико решил головоломку, открыв портал в царство Сенобитов: внемерные садомазохисты во главе с Пинхедом, которые предлагают предельный чувственный опыт. Стивен убегает, но Нико отправляется в царство Сенобитов, чтобы подвергнуться крайней пытке и увечьям. Коробка находится неподалёку, что позволяет Нико общаться со Стивеном. Стивен позже убивает нескольких проституток, потому что их кровь может восстановить Нико, но Нико убивает Стивена, когда он отказывается продолжать.
«Стивен», держащий в заложниках семьи, — это действительно Нико в шкуре Стивена, который с дробовиком насмехается над своими жертвами. Он требует, чтобы Эмма решила ему головоломку, намереваясь принять к себе Сенобитов, что обеспечит его свободу.
Эмма открывает портал, и появляются Сенобиты, в том числе Стивен. Мать Нико игнорирует команду Пинхеда молчать, восклицая из-за того, что Нико заставил Эмму решить головоломку, после чего была убита.
Нико говорит, что он привёл их, чтобы они забрали Эмму вместо него, однако Пинхед не соглашается на сделку. Тогда он пытается застрелить Сенобитов, после чего появляются цепи, пронзая руки Нико. Пинхед чувствует в Эмме извращенное сексуальное желание и насмехается над ней, сказав, что она со временем призовет их по доброй воле.
Когда отец Эммы стреляет в Нико, Сенобиты решают забрать мать Эммы, объявив, что долг должен быть оплачен, так как убийством Нико умирающий отец Эммы лишил их наслаждения его плотью. Её отец извиняется, затем умирает в объятиях Эммы. Фильм заканчивается тем, что Эмма подходит к коробке с головоломкой.

## В ролях
- Стефан Смит Коллинз — Пинхед
- Фред Таташор — Голос Пинхеда
- Джей Гиллеспи — Нико / Псевдопинхед
- Ник Эверсман — Стивен
- Стивен Брэнд — Доктор Росс Крейвен
- Сэнни Ван Хэттерн — Кейти Брэдли
- Джолин Андерсон — Болтун
- Трэйси Фэрэуэй — Эмма
- Себастьян Робертс — Питер Брэдли
- Девон Сорвери — Сара Крейвен
- Адель Мари Руис — Анна
- Дэниэль Бурен — Бродяга
- Камэлия Ди — Проститутка
- Сью Энн Пин — Сью Энн[5]

## Кастинг
Даг Брэдли, актёр, игравший Пинхеда в предыдущих фильмах серии, отказался от участия в очередном продолжении, поскольку был недоволен качеством фильма «Восставший из ада 8: Мир ада». Его заменил актёр Стефан Смит Коллинз, ранее игравший в фильме «Премия Дарвина».

## Съёмки
С окончанием своих прав The Weinstein Company, по-видимому, работая над давно объявленным ремейком оригинального фильма, решила спешить с восьмым сиквелом.
Фильм был анонсирован 20 августа 2010 года.
Было подтверждено, что Даг Брэдли, который играл персонажа Пинхеда в предыдущих фильмах Восставший из Ада, не вернётся в качестве Пинхеда. Брэдли цитировал слова:

Я знаю, что многие из вас знают о внезапной интернет-болтовни о новом фильме Восставший из Ада, который ещё находится в производстве, и ко мне, пришли с предложением, чтобы снова сыграть Пинхеда. Ко мне пришли с этим предложением только на прошлой неделе, относительно нового фильма Восставший из Ада. Это не ремейк, который бесконечно обсуждался в течение прошлых трёх лет: У фильма будет рабочее название Восставший из Ада: Откровение, это будет девятый фильм в серии. Я подчеркнул бы, что у меня не было контакта от, или переговоры с, никто из Dimension Films: скорее эти контакты были посредством частного обсуждения с людьми, связанными с этим проектом… После этих обсуждений, и после чтения сценария и предоставления его должное внимание, я решил не участвовать. Чернила едва сухи на сценарии. Крохотный график съёмок больше, чем соответствует бюджету… Означает ли это, что кто-то ещё будет играть Пинхеда, я понятия не имею. Я предполагаю, что мы можем наблюдать это пространство вместе… Так или иначе, мне кажется, что данный фильм не представляет серьёзную попытку восстановить франшизу Восставший из Ада. Однако я желаю всем, кто будет непосредственно вовлечён в процессе создания из этого фильма, удачи им.
Вместо Дуга Брэдли, Пинхеда сыграл Стефан Смит Коллинз. Изображения Пинхеда из фильма были выложены в сеть; однако режиссёр фильма Виктор Гарсия сказал, что Пинхед в фильме будет выглядеть иначе.

### Производство
Фильм был снят в течение трёх недель в Лос-Анджелесе для Dimension Films.

## Релиз
Фильм был выпущен в одном кинотеатре в Калифорнии 18 марта. Dimension Extreme выпустили фильм на Blu Ray и DVD 18 октября 2011 года.

## Критика
Фильм получил отрицательные отзывы от Dread Central, в котором говорится:

 «Не только этот фильм делает все другие сиквелы лучше, Восставший из Ада: Откровение напоминает работу людей из The Asylum». 
Скотт Вайнберг назвал фильм «условно-санкционированным куском преднамеренного мусора, который существует не по какой-либо другой причине, кроме чистой, простой жадности и выкачивания денег с фанатов…»
Два с половиной из пяти были награждены Ричардом Шейбом из Мории, который заявил, что, эффекты и новый Пинхед оставляют желать лучшего, «Откровения» имели интересную историю и эффективный поворот и «следует оригиналу гораздо ближе, чем какие-либо другие сиквелы „Восставший из Ада“, которые когда-либо делали».
Клайв Баркер и Даг Брэдли не дали официального комментария к фильму. Единственные комментарии Баркера были в ответ на рекламную копию, что фильм приходит «из ума Клайва Баркера»; он опубликовал в своём Twitter он сказал: 

«Привет, мои друзья. Я хочу сказать, что флик, который использует слово „Восставший из Ада“, не моё чёртово дитя. Я не имею НИКАКОГО отношения к этой чёртовой вещи. Если они утверждают, что это взято из разума Клайва Баркера, то это ложь. Это даже не из моей задницы».

## Сиквел
После этого был снят десятый фильм под названием Восставший из ада 10: Приговор. Фильм был написан и срежиссирован Гэри Дж. Танниклиффом. В фильме участвовали такие актёры, как Хезер Лэнгенкэмп, известная по серии фильмов Кошмар на улице Вязов, где она играла Нэнси Томпсон, Пол Т. Тейлор сыграл Пинхеда. Фильм был выпущен 13 февраля 2018 года на Blu Ray и DVD.